# Autobahn Jinan-Guangzhou
Die Autobahn Jinan-Guangzhou oder Jiguang-Autobahn (chinesisch 济广高速公路, Pinyin Jǐguǎng gāosù gōnglù, englisch Jiguang Expressway), chin. Abk. G35, ist eine Autobahn in China, die von der Stadt Jinan in der östlichen Provinz Shandong zur südchinesischen Metropole Guangzhou (Kanton) in Guangdong verläuft. Die Autobahn wird nach Fertigstellung eine Länge von 2.110 km erreichen.